# Breil (marca)
Breil es una empresa italiana de joyería y relojería fundada en 1939 en Milán, Italia, perteneciente a la compañía Binda Group. Sus productos incluyen relojes de pulsera, joyas, anteojos, fragancias y accesorios de cuero, además de prestar servicios de cronometría.

## Historia
La marca comenzó a operar en Milán en 1939, llamada así por el municipio suizo de Breil/Brigels. En 1942 se presentó el primer reloj de pulsera Breil. Inicialmente, la empresa fabricó una línea de relojes despertadores y, unos años más tarde, también relojes de pulsera. En 1956, el productor Innocente Binda realizó una acción promocional insólita: dejó caer algunos relojes de su producción desde la Torre Eiffel de París para demostrar que, tras un vuelo de 302 metros de altura, sus relojes seguían funcionando perfectamente.

## Operaciones
En comerciales de principios de la década de 1990, la compañía creó una línea de modelos de relojes de pulsera, que generalmente usaban hombres, que se comercializaban para mujeres; Monica Bellucci, Shana, Carré Otis, Charlize Theron, Jessica Alba y Laura Chiatti fueron las modelos elegidas para esta campaña.
En 2001, Breil lanzó joyas de acero. En 2009, la empresa creó la colección Bloom, la primera gama de joyas que se podían utilizar juntas. En 2012, Breil lanzó la colección Infinity.

## Productos
Sus líneas de relojes son diversas y con varios nombres en países relacionados. Entre estas líneas y colecciones, algunas famosas son Beaubourg en 1979, Breil Tribe en 1996, Breil Milano en 2001, Breil Manta en 2010, Infinity en 2012 y Gent en 2014. Las joyas realizadas son anillos, pulseras, collares, aretes y accesorios. En 2006, comenzó la producción de fragancias. En 2007, comenzó la producción de monturas para anteojos.